# Collide (Leona Lewis)
Collide è un singolo della cantautrice britannica Leona Lewis, pubblicato nel Regno Unito il 4 settembre 2011 e il 6 settembre negli Stati Uniti.
Un'anteprima del brano era stata diffusa in radio già il 15 luglio 2011, suscitando notevoli polemiche poiché la canzone contiene un campionamento di Penguin, brano prodotto da Avicii (brano che è stato pubblicato ufficialmente solo il giorno seguente, con il titolo di Fade into Darkness, ma di cui già circolavano versioni senza la parte vocale). La Syco ha quindi dovuto inserire Avicii come featuring per evitare ulteriori polemiche.
Nei credits ufficiali il brano risulta scritto da Tim Berg (pseudonimo di Avicii), Leona Lewis, Simon Jeffes, Arash Pournouri, Autumn Rowe, e Sandy Wilhelm, e prodotto da Sandy Vee.

## Tracce
CD singolo (Germania)
1. Collide
2. Collide (Afrojack Remix)

Download digitale (Regno Unito)
1. Collide
2. Collide (versione estesa)
3. Collide (Afrojack Remix)
4. Collide (Alex Gaudino & Jason Rooney Remix)
5. Collide (Cahill Remix)

## Classifiche
| Classifica (2011)             | Posizione massima |
| ----------------------------- | ----------------- |
| Austria                       | 29                |
| Belgio (Dance)                | 6                 |
| Irlanda                       | 3                 |
| Regno Unito                   | 4                 |
| US (Billboard Hot Club Songs) | 1                 |